# Marco Spitzar

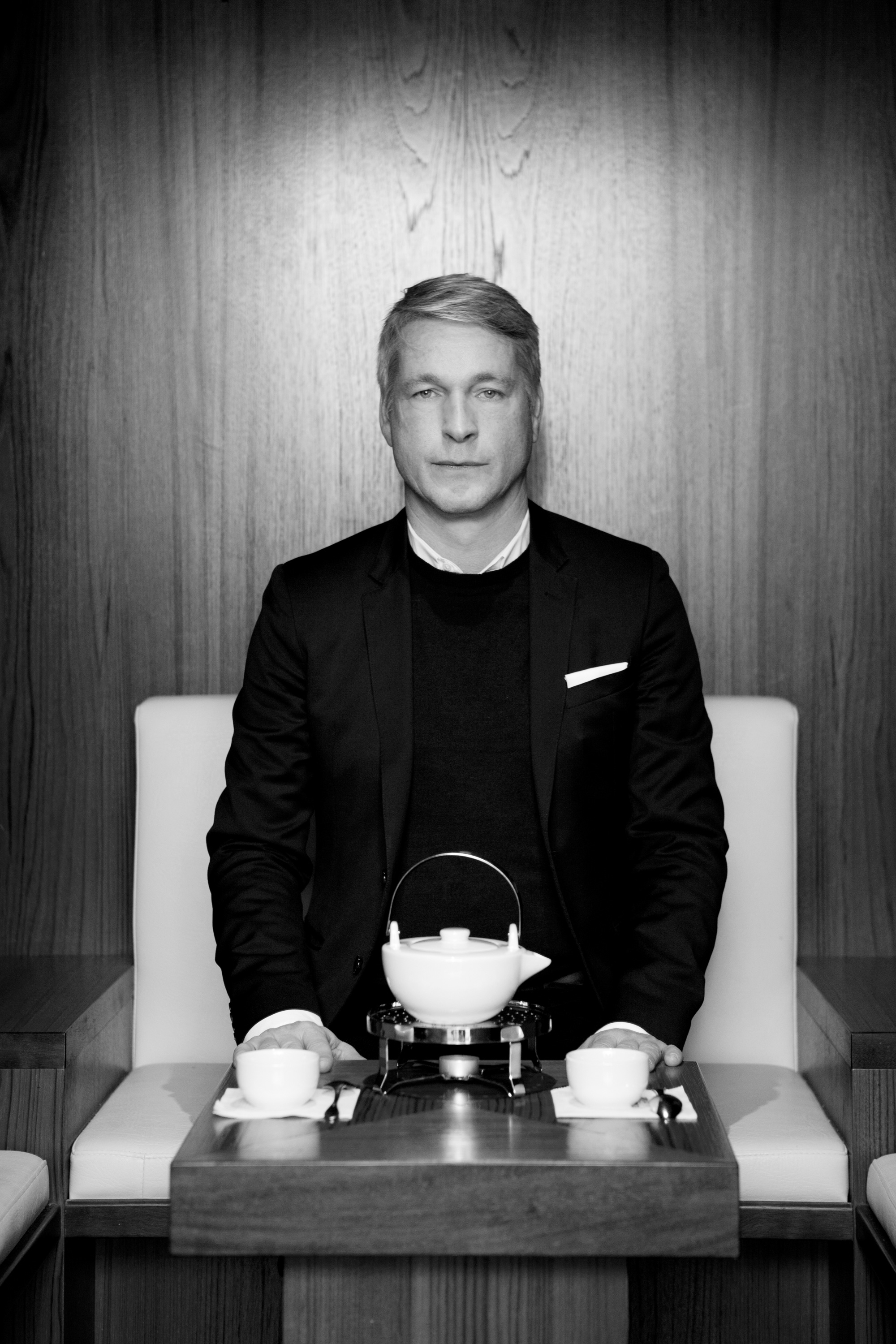
Marco Spitzar 2017

Marc Michael „Marco“ Spitzar (* 28. Mai 1964 in Georgsmarienhütte) ist ein deutsch-österreichischer Konzeptkünstler und Medienfachmann. Er lebt und arbeitet in Schwarzach in Vorarlberg.

## Leben
Marc Michael Spitzar wurde 1964 in Norddeutschland geboren. Nach seinem Umzug 1977 nach Bludenz in Vorarlberg besuchte er von 1980 bis 1986 die HTBLVA Graz-Ortweinschule. Er studierte anschließend von 1987 bis 1992 in der Meisterklasse Bildhauerei bei Bruno Gironcoli an der Akademie der bildenden Künste Wien. Zwischen 1996 und 1998 folgten nach eigenen Angaben Aufenthalte in Senegal (Westafrika).
Neben Ausstellungen als Organisator und Künstler arbeitete er als Berater und Creative Director für Werbeagenturen.
1999 gründete Spitzar mit seinem damaligen Geschäftspartner Sergej Kreibich die „Agentur Spitzar“ mit Sitz in Dornbirn. 2014 beendete er die Zusammenarbeit mit Kreibich und gründete 2015 das „studio spitzar“.

## Auszeichnungen
- 2018: Joseph Binder Award in Gold in der Kategorie „Werbeillustration“ zusammen mit Emanuel Wiehl für das visuelle Konzept des Spielplans 2017/18 des Landestheaters Vorarlberg[4]
- 2021: Schönste Bücher Österreichs für den Kunstkatalog Wir kommen total verklebt auf die Welt[5]
- 2022: Dornbirner Sparkasse, Auszeichnung Privatstiftung Jubiläumsfonds[6]

## Ausstellungen
- Orpheum, Graz | Rathaus, Graz | Galerie am Lendplatz, Graz – Wanderausstellung in den österreichischen Landeshauptstädten
- Museum des 21. Jahrhunderts, Wien | Böhlerhaus, Wien | Sie betreten die Akademie, Wien | Personale Theseustempel, Wien | Videoinstallationen in der Akademie der bildenden Künste und Technische Universität, Wien | Dokumentarfilm über die Akademie der bildenden Künste (ORF 2)
- 1992: Personale Vitrinen | Villa allerArt, Bludenz
- 1992: Ankäufe durch das Land Vorarlberg und das Vorarlberger Landesmuseum
- 1993: Kunst die halbe Miete, Bludenz | Villa allerArt, Bludenz | Pfarrhaus, Dornbirn
- 2013: Eine Frage der Größe, Galerie.Z Hard
- 2013: Graues Buch, Art Bodensee
- 2013: Glaszelte, Thurnher’s Alpenhof, Zürs
- 2013: Deck(en)mantel, ArtDesign Feldkirch
- 2014: Personale Kunst.Vorarlberg, Villa Claudia, Feldkirch
- 2015: Palais Thurn und Taxis Bregenz
- 2017: Personale Gallerie, Artdepot Innsbruck
- 2017: Ankauf Paneum, Asten
- 2017: Face to Face - Spitzar meets Kalb, Rohnerhaus Lauterach
- 2018: Ausstellung Vorarlberger Landestheater
- 2018: Haushaltsware Braun, Galerie.Z Hard
- 2019: Uhuismus, artDepot Innsbruck
- 2019: Unablässiges Fragen zur Dichte, Lorünser Villa Bludenz
- 2019: Präsentation Kunstsparbuch 2019, Sparkasse Bregenz
- 2019: Wir kommen verklebt auf die Welt, Sagmeister DER MANN Bregenz
- 2020: Aller Raum und Alle Zeit der Welt, Kunstforum Kramsach, Troadkastn
- 2020–2021: Sparkling Yellow, Schloss Amberg, Feldkirch
- 2021: UHU rigid, Galerie 9und20, Bregenz
- 2021: Fußluftdruck mit gelbem Sneaker, Ein_m2_Kunst, Hohenems
- 2021: Workout with two quick bottles, Kunstvitrine an der Magistrale, Dornbirn
- 2021: An Vogel, Künstlerhaus Palais Thurn & Taxis, Bregenz
- 2021: Glue Angel, DESIGN FORUM GALLERY, Horn TG (Schweiz)
- 2022: (K)leben, Galerie Hrobsky, Wien
- 2022: The conditions of Time, Galerie.Z, Hard
- 2022: LIFE IS A ZOO by Sylvia Janschek Art Gallery, Alte Seifenfabrik, Lauterach
- 2022: Glue Line 5m, Galerie 9und20, Bregenz
- 2022: Glue Flavor, Kellergallerie Kukuphi, Bludenz
- 2022: Frankfurter Sirup, Galerie Hanna Bekker vom Rath, Frankfurt am Main
- 2022: Der heilige Konditor, Sylvia Janschek Art Gallery, Bregenz
- 2023: Tailored Suite Games - Glue Channel from Collar to Coccyx, Galerie Fritz, Dornbirn
- 2024: Spurensuche – Visionen II, Galerie Hrobsky, Wien
- 2024: Reference of the Day: Remain Stationary, Kunstbox Feldkirch

## Schriften
- Eine Frage der Größe. Bucher Verlag, Hohenems/Wien/Vaduz 2013, ISBN 978-3-99018-200-0.